# Johannes Riemer

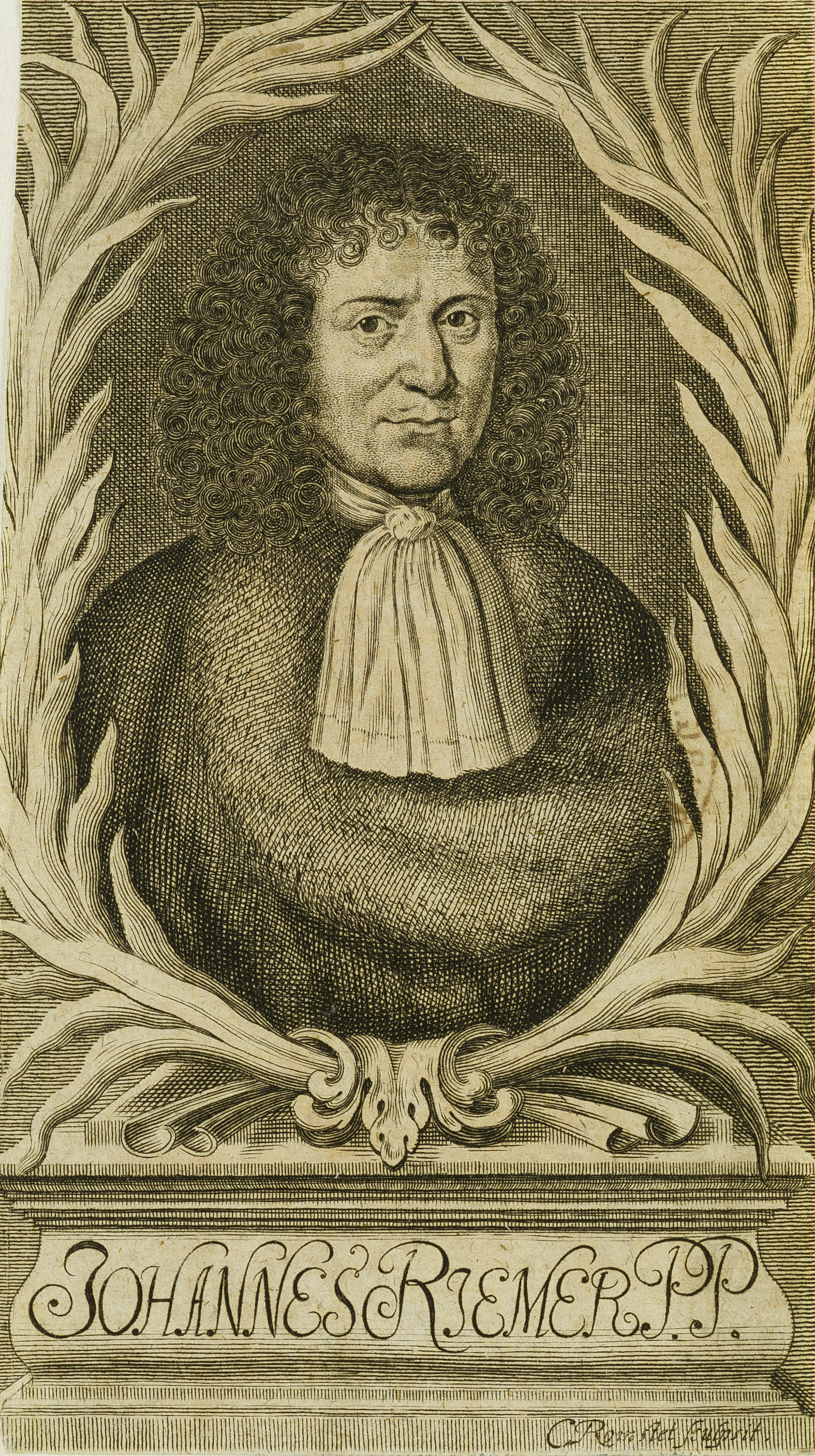
Johannes Riemer, Stich von Christian Romstet (1687)

Johannes Riemer (* 11. Februar 1648 in Halle (Saale); † 9. September 1714 in Hamburg) war ein deutscher Schriftsteller und Theologe der Barockzeit. Seine Pseudonyme sind: Clemens Ephorus Albilithanus, Johann Christlieb, Bellarminus Coccyx, Galanisantrus, Erasmus Grillandus, Michael Kautzsch und Philogamus aus Paphos.

## Leben
Riemer besuchte das Gymnasium seiner Heimatstadt Halle und immatrikulierte sich anschließend in Jena, wo er die Fächer Rhetorik und Theologie belegte. Ursprünglich beabsichtigte er, die akademische Laufbahn einzuschlagen und führte auch um 1672 bereits den Vorsitz bei einigen akademischen Disputationen. 1673 wurde er als Nachfolger von Christian Weise auf den Lehrstuhl für Eloquenz und Poesie am akademischen Gymnasium von Weißenfels berufen.
Hier veröffentlichte er zahlreiche Schriften, die nicht selten seine kleinstädtischen Mitbürger in kritischem Licht zeigten. Besonders gegenüber dem nicht weniger zeitkritischen Romanautor Johann Beer scheinen gewisse Spannungen existiert zu haben. Beers teilweise misogynen Schriften wurden von Riemer mehrfach kritisiert. Als Beer später seinen „antifeministischen“ Roman Der politische Feuermäuerkehrer veröffentlichte, erschien 1682 eine anonyme Entgegnung unter dem Titel Der ausgekehrte politische Feuermäuerkehrer, die man deshalb heute – wohl nicht zu Unrecht – Riemer zuschreibt.
Offenbar trugen die Weißenfelser Kleinstadtquerelen dazu bei, dass Riemer sich 1687 entschloss, eine Pastorenstelle in Osterwieck zu akzeptieren. 1691 ging er als Superintendent weiter nach Hildesheim, welches Amt er bekleidete, bis er 1704 einen Ruf als Hauptpastor an die Hamburger Jacobikirche erhielt – ein Amt, das vordem der wortgewaltige Johann Balthasar Schupp bekleidet hatte. Hier verblieb er bis zu seinem Tod im Jahr 1714.

## Werke (Auswahl)
- De Proportione Musica Veterum Et Nostra Disputationem Academicam Amplissimae Facultatis Philosophicae permissu Pro Loco in Eadem obtinendo Publico Examini sistet M. Johannes Riemer Saxo-Hall. Respondente Davide Funccio, Valleioachimico. Bauhofer, Jena 1673. (Digitalisat)
- Die Erblaszte Dorothea Der Aeltesten Olearischen Linie. Brühl, Weißenfels 1677.
- Der Ertz-Verleumder Und Ehe-Teuffel Von Schottland. In Ein Trauer-Spiel abgefast. Brühl, Weißenfels 1679.
- Vitia virtuosa sexus feminini ex dolis, bellis et duellis mulierum historico et politico filo contexta. Buchta, Weißenfels 1680. (Digitalisat)
- Die geschwächte Verbrüderung Der Vier Aeltesten Sachßen-Helden : Nach dem … Herr Augustus … Als Stiffter … Des Weltberühmten Augustei Den 4. Junii diese 1680. Jahres … verstorben Und den 22. Julii. Brühl, Weißenfels 1680.
- Die politische Colica, oder das Reissen im Leibe der schulkrancken Menschen, welche in mancherley zustanden ohne Leibs Schmertzen zu Bette liegen. Fritzsche, Leipzig 1681. (Digitalisat)
- R. R. R. R. Lustige Rhetorica Oder Kurtzweiliger Redner. In welchen Ein gantz neuer Weg Zur Rede-Kunst Jedoch mit lauter Verwunder- und Lächerlichen Gleichwol aber Wahren Exempeln, Reden und Complimenten Zur Belustigung und Verstand Der gantzen Oratoria Auch ernsthaffte Reden dadurch zu imitiren Gewiesen wird. Forberger, Merseburg  1681. (Digitalisat)
- Der Regenten Bester Hoff-Meister Oder Lustiger Hoff-Parnassus. Wie sich in demselben Glück und Unglück Hoher Häupter in der Regierung bey Staats-Eifer Unruhe und Friedens-Bündnißen; … präsentiret. Brühl, Weißenfels 1681. (Digitalisat)
- Uber-reicher Schatz-Meister aller hohen Standes und bürgerlichen Freud- und Leid- Complimente, aus welchem ohne Lehr- Meister, wohl-redende und singende, das ist, Oratorische und poëtische Arthen überaus Leichte zu erlernen: mit gleichnissen klugen Wahl- Sprüchen der Gelehrten, historischen Exempeln, neuerfundenen Mustern und schönen Realien ... Lunitzius, Leipzig 1681. (Digitalisat)
- Der untreue Ertz-Verleumbder, oder, Böse Mann. Allen denen jenigen, welche an des nechsten Schande … gefallen haben. Forberger, Merseburg 1682. (Digitalisat)
- Der politische, possirliche und doch manierliche Simplicianische Hasen-Kopff. 1683. (Digitalisat)
- Der lustige politische Guckguck. Worinnen die sonderbare Super-Klugheit, Simulation, Undanckbarkeit und arglistige Thorheiten der heutigen Welt ... Weidmann, Leipzig 1684.
- Der trunkene Träumer oder wahn-thörichter Selbst-Betrug. 1684. (Digitalisat)
- Das Frisch und Voll eingeschenckte Bier-Glaß. In allerhand Fürfallenden Begebenheiten denen Curiosen Gemüthern zu Sonderbahrer Ergötzligkeit. Gottschick, Merseburg 1685. (Digitalisat)
- Amor Der Tyranne Mit seiner lächerlichen Reuterey Spielweise doch in Ernst zur Warnung wider die vermaledeyte Eiffersucht : In zweyen theils Historischen Begebenheiten Curieusen Gemüthern Vorgestellet. Merseburg, Forberger 1685.
- Letztes Denckmal Der weyland Durchlauchtigsten Fürstin und Frauen Frauen Johannen Magdalenen, gebohrner und vermählter Hertzogin zu Sachßen, Jülich, Cleve und Berg … Zu unvergeßlichen Lob und Ehren gesetzet. Brühl, Weißenfels 1686. (Digitalisat)
- Apophthegmatischer Vormund, oder Oratorisches Lexicon : bestehend In 1556. nachdencklichen und zum Theil lustig- und Lehr-reichen Exempeln ... Forberger, Meseburg 1687. (Titelblatt)
- Johann Riemers neu-aufgehender Stern-Redner, nach dem Regenten-Redner erleuchtet aus dem Kern Der deutschen Sprache herfür geholet, Mit neuen Regeln … vermehret. Gleditsch, Leipzig 1689. (Digitalisat)
- Schrifft- und Lehr-reiche Gleichniß-Reden. Auff Fest- und Sontags-Evangelia. Darinnen sonderlich. Christus-Farbe Und Teuffels-Larve Dennen Gottlosen zu Schimpff und Schröcken … In Gantz neuen Allegorien Nach gewissen Kunst-Regeln Der Topica … ans Liecht befördert. Wolfenbüttel, Bismarck 1690. (Digitalisat)
- Der Politische und Lustige Tobacks-Bruder. Das ist: Sonderliche Beschreibung Des Edelen Krautes des Tobacks. Darbey allerhand lustige Begebenheiten und lächerliche Historien so sich … mit allerhand neu-ersonnenen und vormahls nie in Druck heraus gegangenen Tobacks-Liedern. 1690. (Digitalisat)
- Blaße Furcht und grünende Hoffnung bey schlafflosen Nächten der bedrängten Christen zwischen Himmel und Hölle. Forberger, Merseburg 1695. (Digitalisat)
- Der Verbesserte und fast auf den dritten Theil Vermehrte Lust-Redner. Kloß. Leipzig 1717. (Digitalisat)
- Verblühmtes Christenthum deutlich gelehrt und gründlich erklähret auf den Grund der apostolischen Fest- und Sonntags-Episteln ... Hoffmann, Nürnberg 1719.
- Der Politische und Kurtzweilige Stock-Fisch daher geritten per Posta, in Stieffel und Sporn mit sich bringend. Allerhand Süß- und Saures nach der heutigen Welt-Art mit gar vielen so wohl wahrhafften als lächerlichen Historien … ausgespickt. Burger, Frölichs-Burg 1724. Neuausgabe  Hildesheim 1980. (Digitalisat)
- Der verliebte Solande, und die gegenliebende Floramene. Frankfurt, Schönleben 1734. (Digitalisat)
- Der ausgekehrte politische Feuermäuerkehrer. [Nachdruck, hrsg. von Gerhard Dünnhaupt.] (= Rarissima litterarum.), Bd. 59. Hiersemann, Stuttgart 1996, ISBN 3-7772-9605-8.
- Der Politische Maul-Affe. Hildesheim 1979. [Nachdruck der Ausgabe 1679.]
- Verblühmtes Christenthum. Hrsg. von Helmut Krause. Berlin 1983.
- Werke [Auswahl]. Hrsg. von Helmut Krause. 4 Bde. Berlin 1979–1987.

## Werk- und Literaturverzeichnis
- Gerhard Dünnhaupt: Johannes Riemer (1648–1714). In: Personalbibliographien zu den Drucken des Barock. Band 5. Hiersemann, Stuttgart 1991, ISBN 3-7772-9133-1, S. 3319–3349.